# دهستان سلیمان
دهستان سلیمان دهستانی در بخش سلیمان شهرستان زاوه استان خراسان رضوی ایران است. بر پایه سرشماری عمومی نفوس و مسکن در سال ۱۳۹۰ جمعیت این دهستان ۱۴٬۷۰۸ نفر (در ۳٬۹۰۷ خانوار) بوده است.